# 24 Hores de Montjuïc 1982
L'edició de 1982 de les 24 Hores de Montjuïc fou la 28a d'aquesta prova, organitzada per la Penya Motorista Barcelona al Circuit de Montjuïc el cap de setmana del 17 i 18 de juliol. Era la quarta prova del Campionat del Món de resistència d'aquell any. Per primer cop, es permetien equips formats per tres pilots.

## Classificació general

El Circuit de Montjuïc

| Posició | Pilot 1            | Pilot 2             | Pilot 3            | Motocicleta   | Voltes |
| ------- | ------------------ | ------------------- | ------------------ | ------------- | ------ |
| 1       | Christian Berthod  | Jean Monnin         | Marc Granié        | Kawasaki 1000 | 735    |
| 2       | Johan van der Wald | Patrick de Radiguès | Josep Maria Mallol | Honda         | 730    |
| 3       | Gérard Coudray     | Wolfgang Gierden    | -                  | Honda         | 726    |
| 4       | Carles Cardús      | Benjamí Grau        | Quique De Juan     | Ducati        | 710    |
| 5       | Gerrie van Rooyen  | Marco Bonke         | Helmut Dähne       | Kawasaki      | 705    |
| 6       | Ignasi Bultó       | Toni García         | Alejandro Tejedo   | Suzuki        | 693    |
| 7       | Peter Buhler       | Hanspeter Böllinger | -                  | Suzuki        | 692    |
| 8       | Henk van der Mark  | Dirk Brand          | Jur Manneveld      | Suzuki        | 669    |
| 9       | Dave Morris        | John Horne          | -                  | Suzuki        | 666    |
| 10      | Detlev Karthin     | Horst Scherer       | Louis With         | Yamaha        | 665    |

1. ↑  Velocitat mitjana: 116,089 km/h.

## Trofeus addicionals
- XXVIII Trofeu "Centauro" de El Mundo Deportivo: Kawasaki (Christian Berthod - Jean Monnin - Marc Granié)